# Tomasz Morykoni
Józef vel Tomasz Morykoni (ur. 1751 - zm. ?) – generał major wojsk litewskich i generał major ziemiański.
Podstarości wiłkomierski. W 1772 major w wojsku litewskim, później generał. W 1789 komisarz do zbierania ofiary 10 grosza na wojsko. W czasie Insurekcji Kościuszkowskiej powołany na generała ziemiańskiego powiatu wiłkomierskiego. Wystawił własnym sumptem oddział jazdy. Wziął udział w wyprawie Michała Ogińskiego na Inflanty. Potem był dowódcą zgrupowania, z którym dotarł do Warszawy i walczył w obronie Pragi.